# سرايا الحكم التركي (نابلس)
سرايا الحكم التركي العثماني تقع وسط باب الساحة مقابل برج الساعة وجامع النصر في نابلس بالضفة الغربية.

## التاريخ
- يعود تاريخ السرايا للعهد العثماني، وكانت تضم دوائر ومؤسسات الحكم التركي العثماني وعددها أربعة عشر دائرة من بينها دائرة آثار نابلس.

- وتعدّ دار حكم الوالي التركي للمدينة إلا أنها حولت إلى دور سكن مع نهاية حكم الأتراك وقد تعرضت لها القوات الإسرائيلية أثناء الاجتياح العسكري في نيسان/أبريل 2002م حيث تم قصف الجزء العلوي الشمالي منها وهدم وتدمير الأسقف والواجهات.[2]